# Roland Alphonso
Roland Alphonso o Rolando Alphonso també conegut com The Chief Musician (El cap dels músics), nascut el 12 de gener de 1931 a l'Havana, Cuba i mort el 20 de novembre de 1998 a Los Angeles, Califòrnia (EUA), fou un saxofonista tenor jamaicà.
Alphonso arribà a Jamaica a l'edat de dos anys amb la seua mare jamaicana, i començà a aprendre a tocar el saxòfon en l'Escola Industrial de Stony Hill (Stony Hill Industrial School).
L'any 1948 deixà el col·legi per a unir-se a l'orquestra d'Eric Deans i prompte passà a altre grup de música i feu la seua primera gravació com a membre del grup de Baba Motta el 1952.
A mitjans dels anys 50, s'incorporà al grup de Cluett Johnson anomenat Clue J & The Blues Blasters i versionà moltes sessions de Coxsone Dodd en un estil típic R&B jamaicà.
Per a 1960, gravava per a molts altres productors com ara Duke Reid, Lloyd Daley i King Edwards. Durant aquest període ell tocà a molts grups diferents, com The Alley Cats, The City Slickers, Aubrey Adams & The Dew Droppers, etc.
L'any 1963, després de passar un parell de mesos en Nassau, prengué part en la creació de l'orquestra The Studio One', el primer grup de sessions del recent obert estudi de gravació de Coxsone. Aquest grup prompte adoptà el nom de The Skatalites.
Quan els Skatalites es dissolgueren l'agost de 1965, Alphonso formà els Soul Brothers (amb Johnny 'Dizzy' Moore i Jackie Mittoo) per a convertir-se en The Soul Vendors l'any 1967.
El seu primer àlbum s'edità baix el seu nom el 1973 en el segell discogràfic Studio One.
Durant els anys 70, 80 i 90, continuà tocant en nombrosos discos provinents d'estudis jamaicans, especialment del de Bunny Lee, i anà de gira amb molts grups.
Fou guardonat amb la distinció d'Oficial de l'Ordre pel govern jamaicà el 1980, i començà a anar de gira més sovint als EUA.
Prengué part en la reformació de Skatalites el 1983, amb els quals anà de gira i gravà constantment fins a la seua mort l'any 1998, causada per un infart mentre feia un solo en un concert.

## Discografia
- ABC Rock Steady (amb The Originals Orchestra)- 1968 - Gayfeet/High Note - Produït per Sonia Pottinger
- The Best Of Rolando Alphonso - 1973 - Studio One (Compilació) - Produït per Coxsone Dodd
- King Of Sax - 1975 - Studio One (Compilació) - Produït per Coxsone Dodd
- Brighter Shade of Roots - 1982 - Imperial - Produït per Bunny Lee
- Roll On - 1984 - Wackies - Produït per Lloyd Barnes
- Something Special: Ska Hot Shots - 2000 - Heartbeat (Compilació) - Produït per Coxsone Dodd